# 런던교
런던교(London Bridge, 런던 브리지)는 영국 런던 시내를 흐르는 템스강 위에 세워진 다리이다. 런던 중심부의 시티오브런던과 서더크를 잇는다. 그 유래는 고대 로마 시대의 론디니움 시절로 거슬러 올라가며, 중세 시대에 이르러 돌다리가 지어졌고 19세기에 다시 한번 석조교로 대체되었다. 현존하는 다리는 1973년 개통된 다리로서 콘크리트 철강으로 지어졌다.
템스강을 건널 수 있는 교통로라는 본연의 목적 외에도 런던 북부와 남부를 오랜 세월동안 이어준 계기를 제공하였다. 중세시대부터 다리가 맞닿는 북쪽의 브리지 (Bridge) 지역과 남쪽의 서더크 지역으로 하여금 주택가와 상업시설이 늘어섰다.
현재의 다리는 풀오브런던 (Pool of London)의 서쪽 끝에 위치해 있으며 이전의 다리보다 30m 가량 서쪽으로 옮겨 지어졌다. 중세시대에 지어진 다리의 위치는 오늘날 북쪽의 세인트매그누스 더 마티어 교회와 남쪽의 서더크 대성당 일대에 해당된다. 1729년 퍼트니교가 완공될 때까지 런던에서 템스강을 건널 수 있는 유일한 다리였다. 대중문화에서는 영국 전래동요 〈London Bridge Is Falling Down〉과 영국 시인 T. S. 엘리엇의 시 〈The Waste Land〉로 유명하다.
오늘날 런던교는 브리지 하우스 에스테이트에서 관리를 맡고 있다. 이 단체는 중세시대부터 런던교를 관할하고 있는 시티오브런던 법인의 독립 자선단체이다. 런던교 위로는 그레이터런던 당국이 관할하는 A3 도로가 지나간다. 런던교와 타워 브리지 사이를 경계로 템스강 남부 일는 업무개발지구로 지정되어 있다.

## 건설
1750년 템스강을 건널수 있는 유일한 다리였다

지금은 런던에 명소가 되었다 로마인이 최초로 세웠지만 얼마안가 무너졌다 그 다음으로 색슨존이 목조 다리를 세웠지만 홍수로 인해 떠내려갔다 그후 1831년 대리석으로 된 다리가 놓여졌는데 폭이 좁다고 해서 또다시 개축을 하게 됐다. 그리고1973년 현재의 런던브리지가 완성되었다

## 사건사고
2017년 차량돌진테러가 일어났다 2명이 숨지고 수십명이 다쳤다
2019년 칼부림사건이 일어났다 2명이 목숨을 잃고 3명이 부상을 당했다

## 갤러리

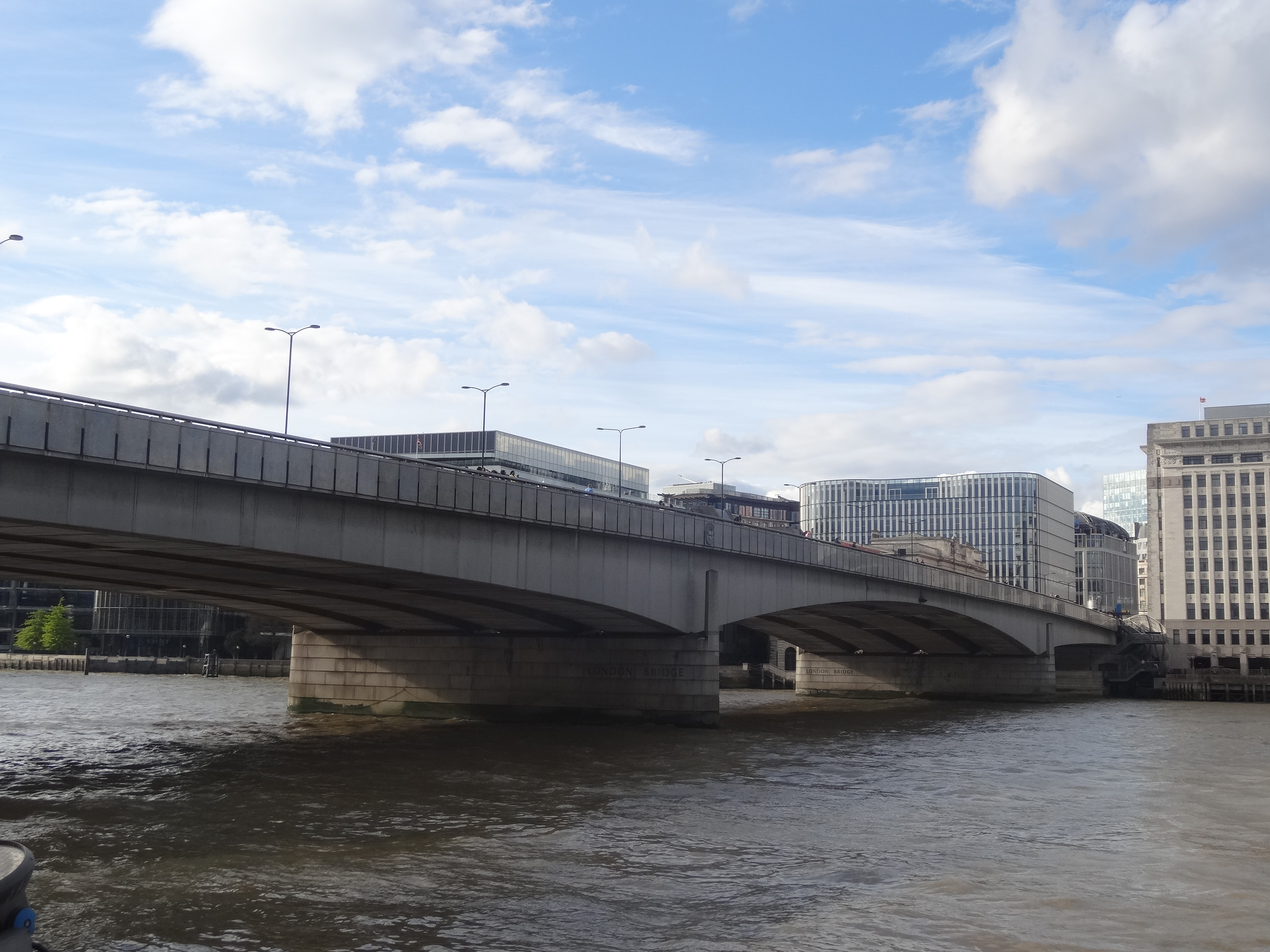
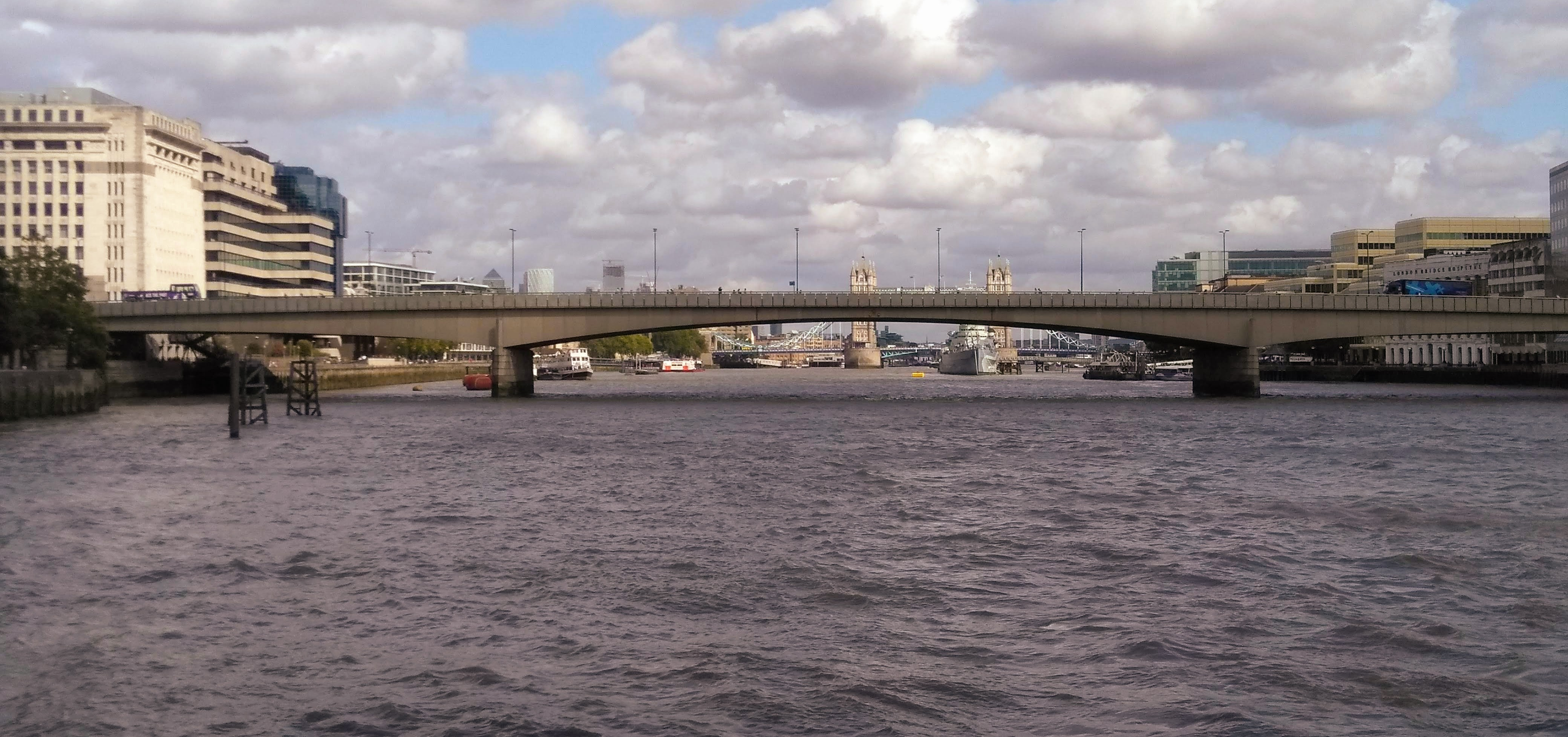
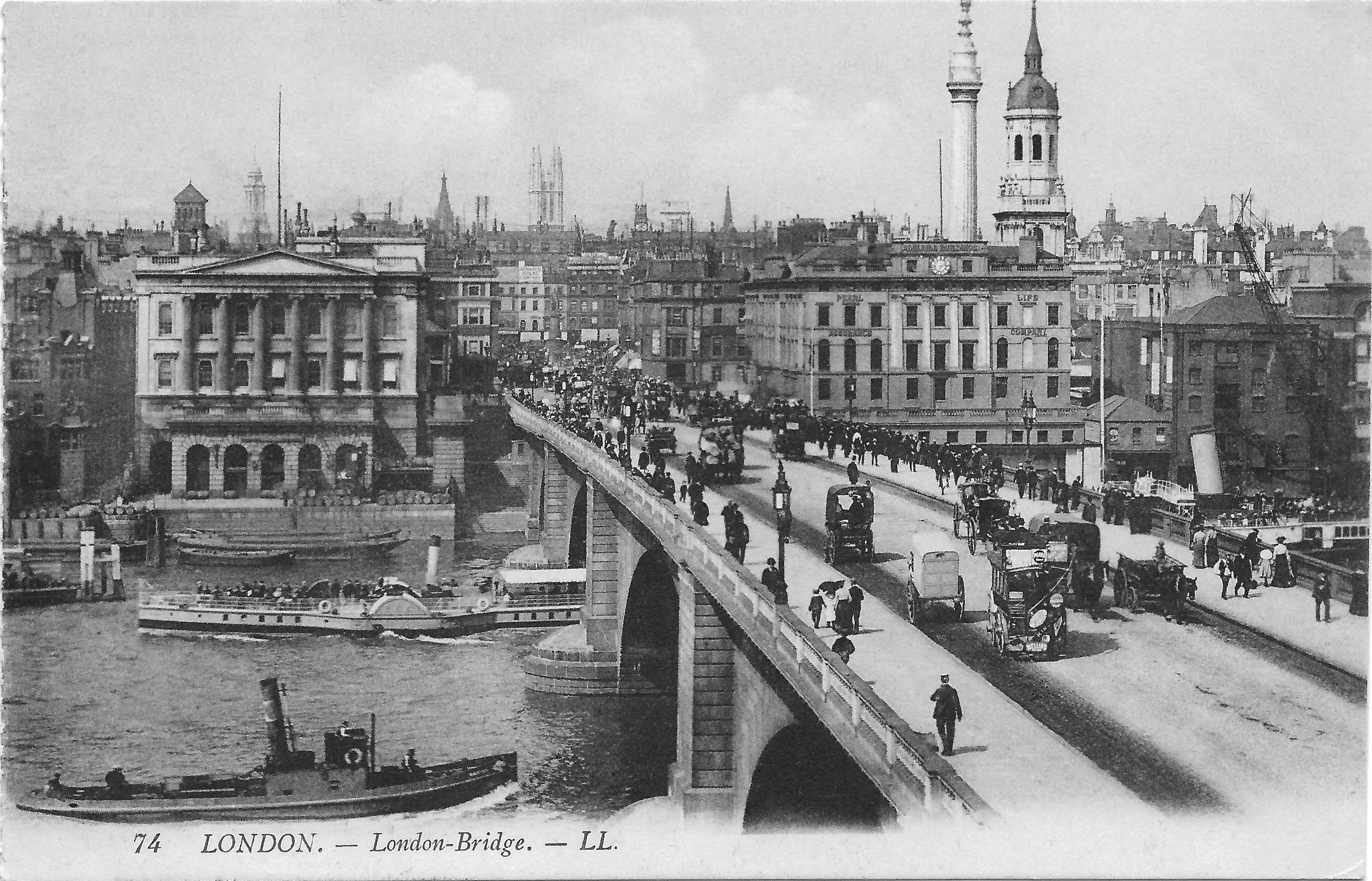
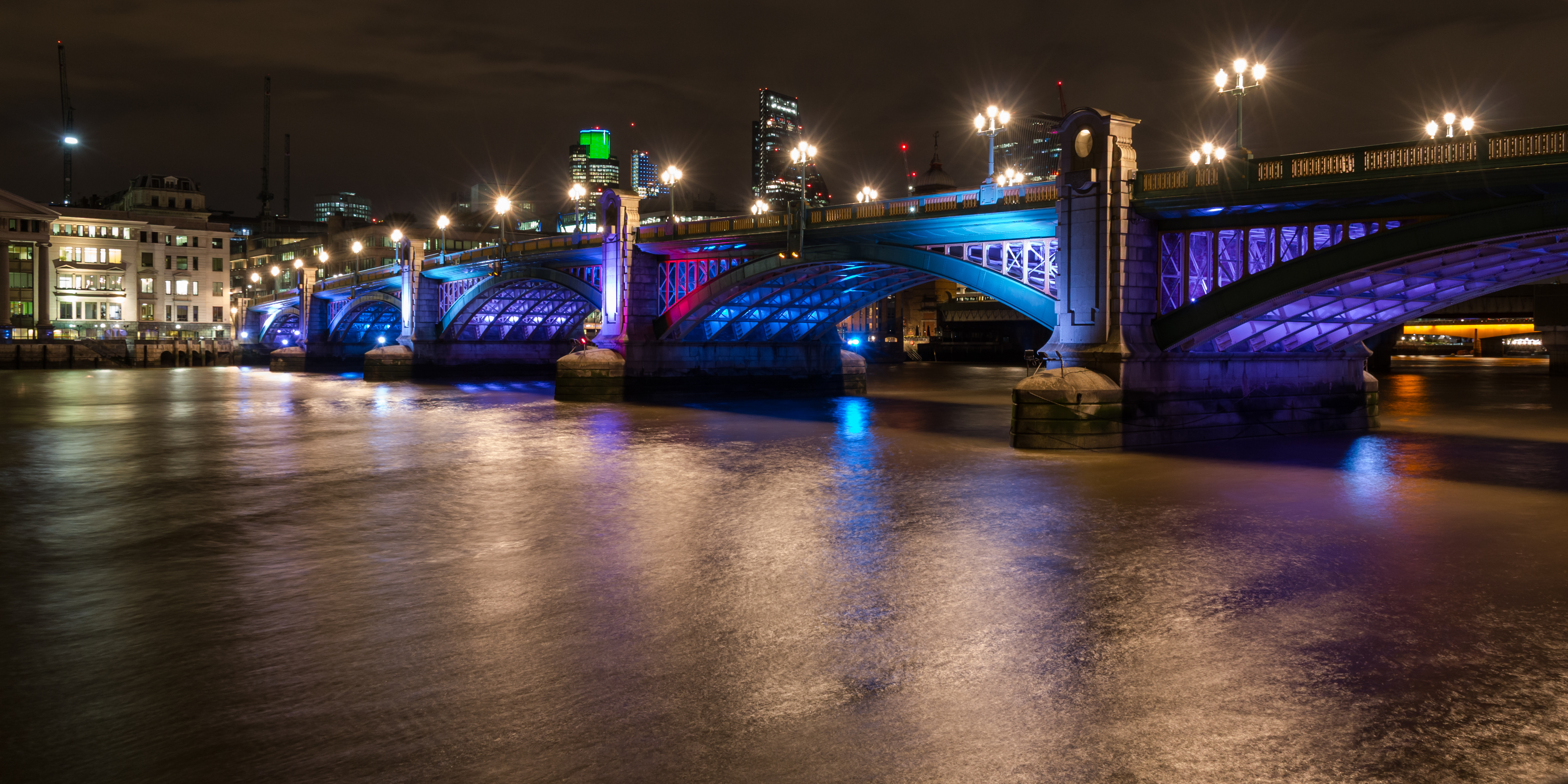
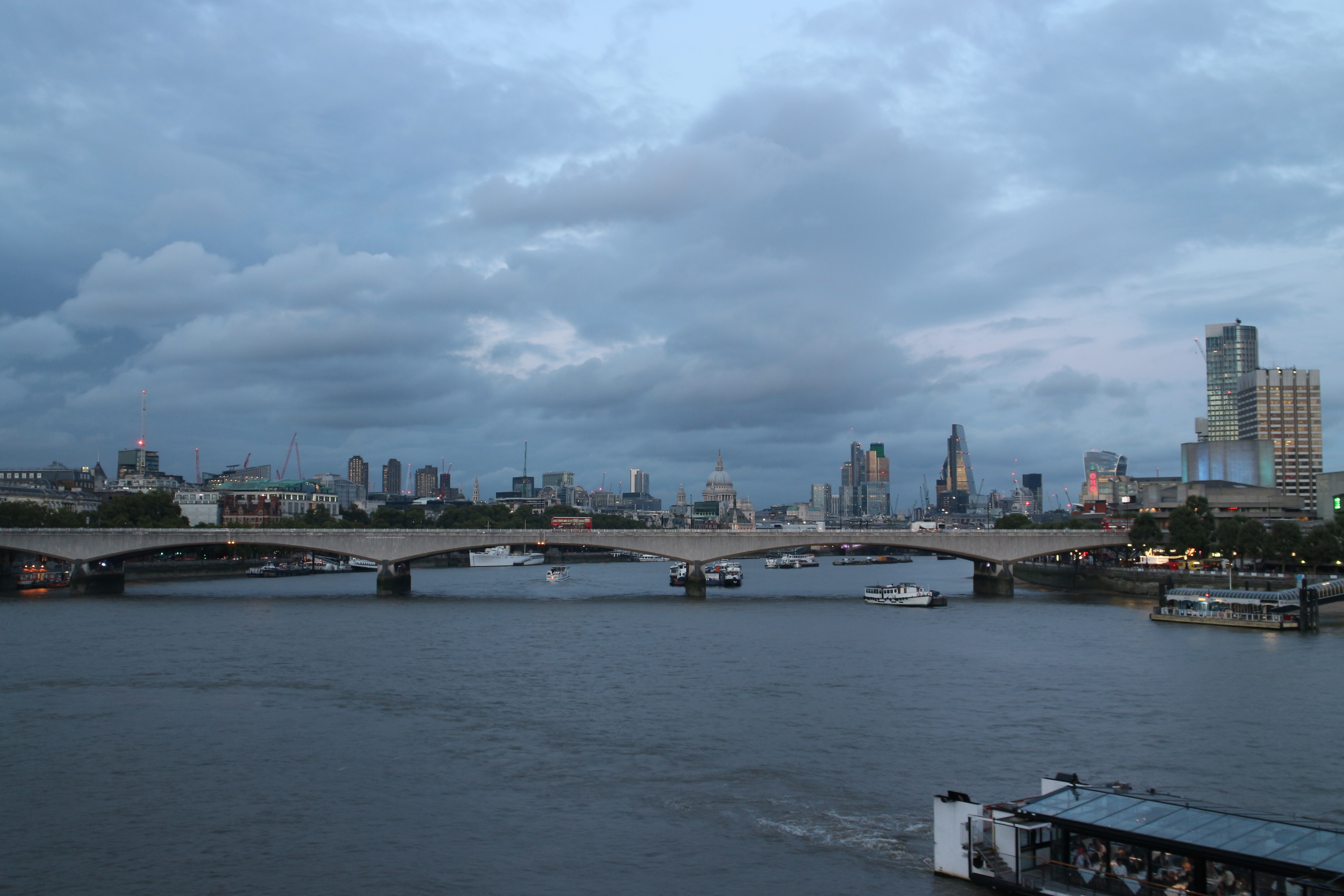
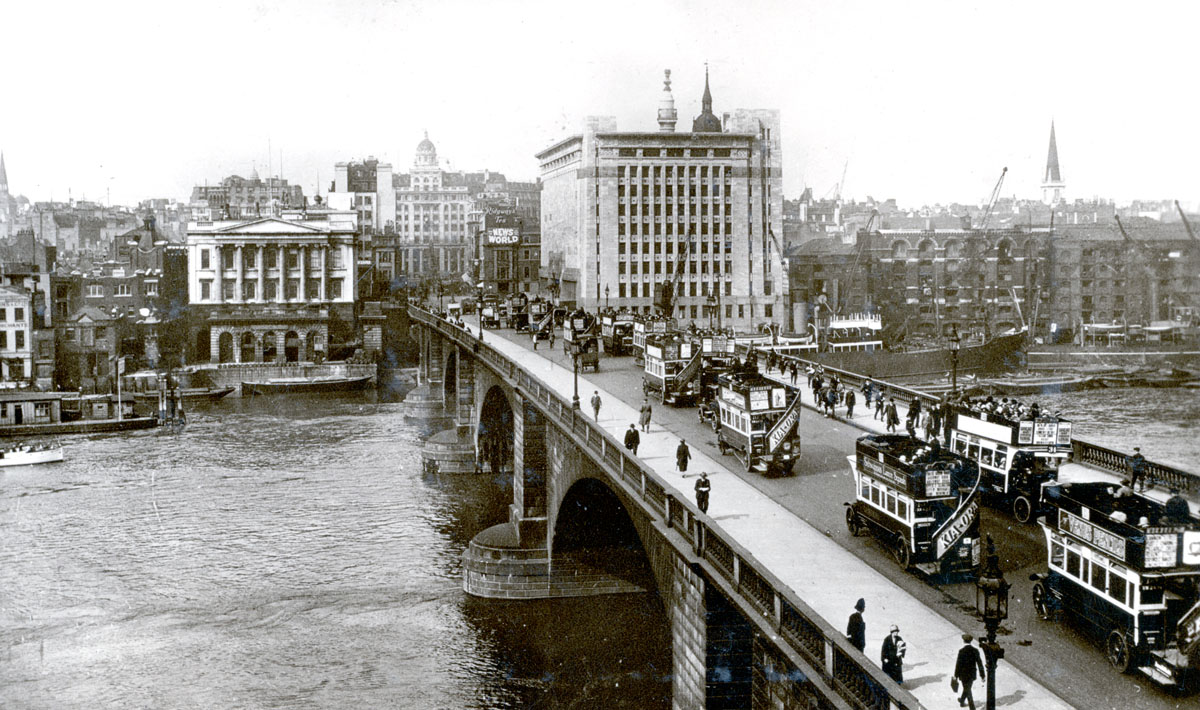
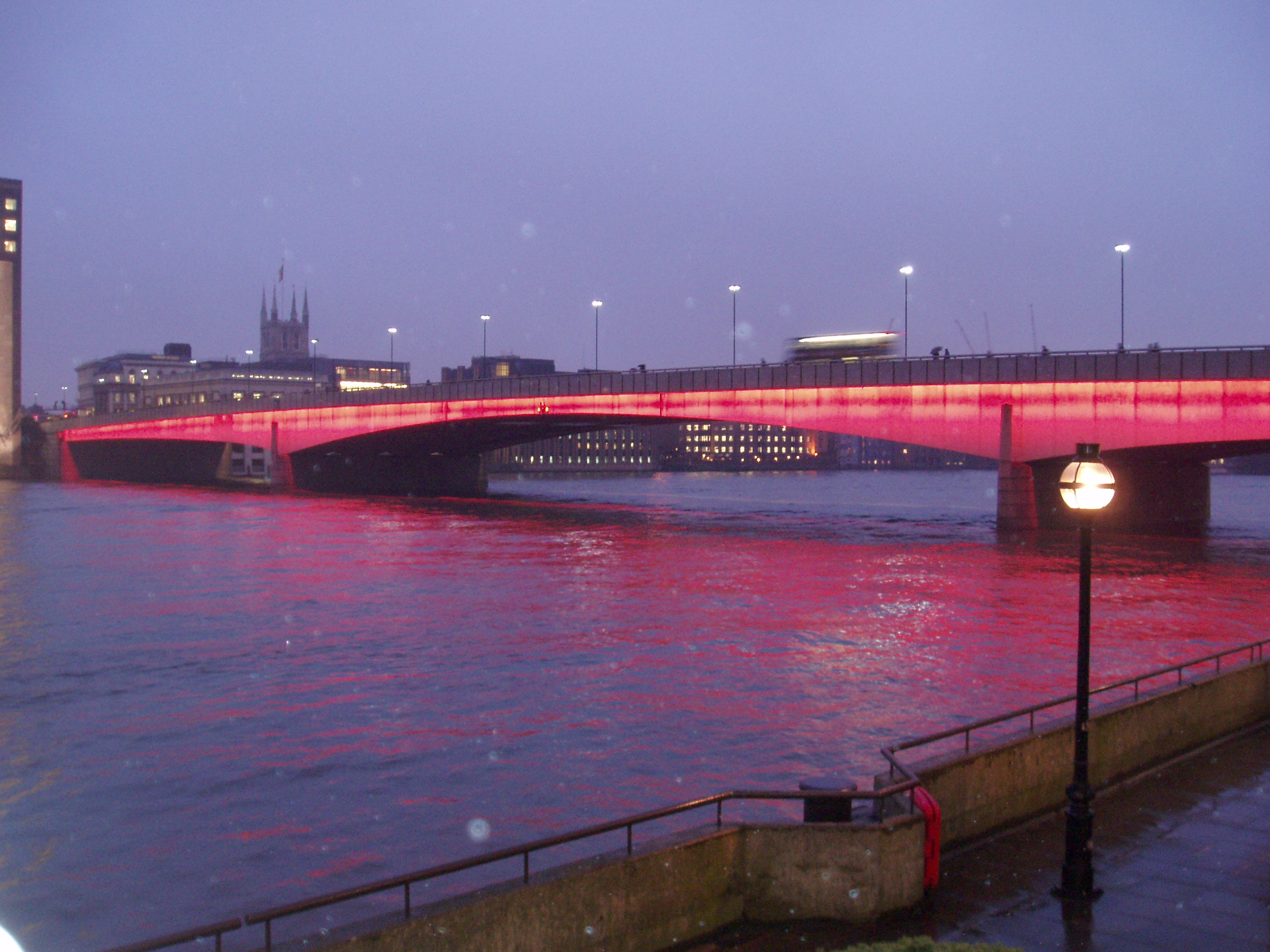
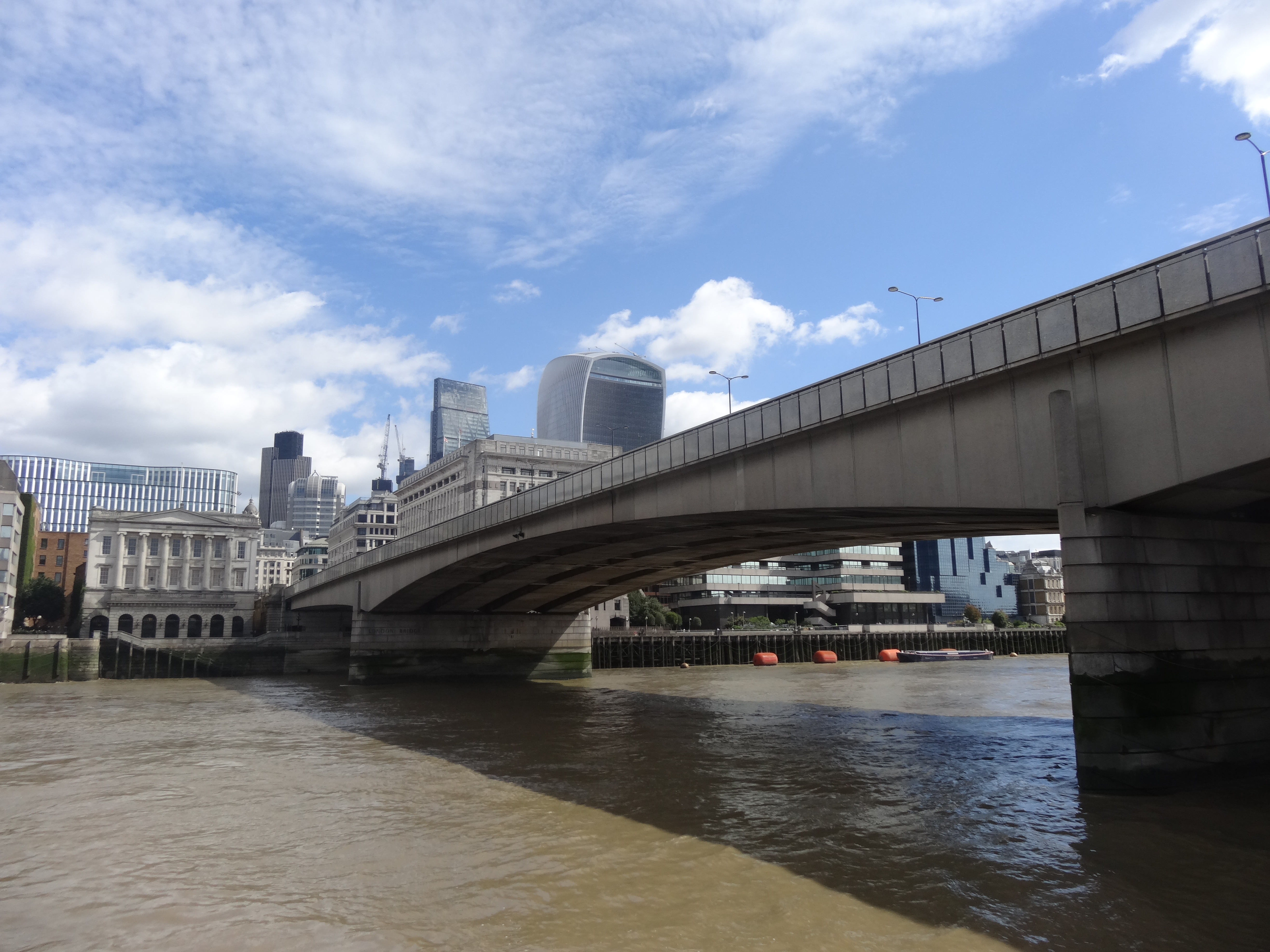
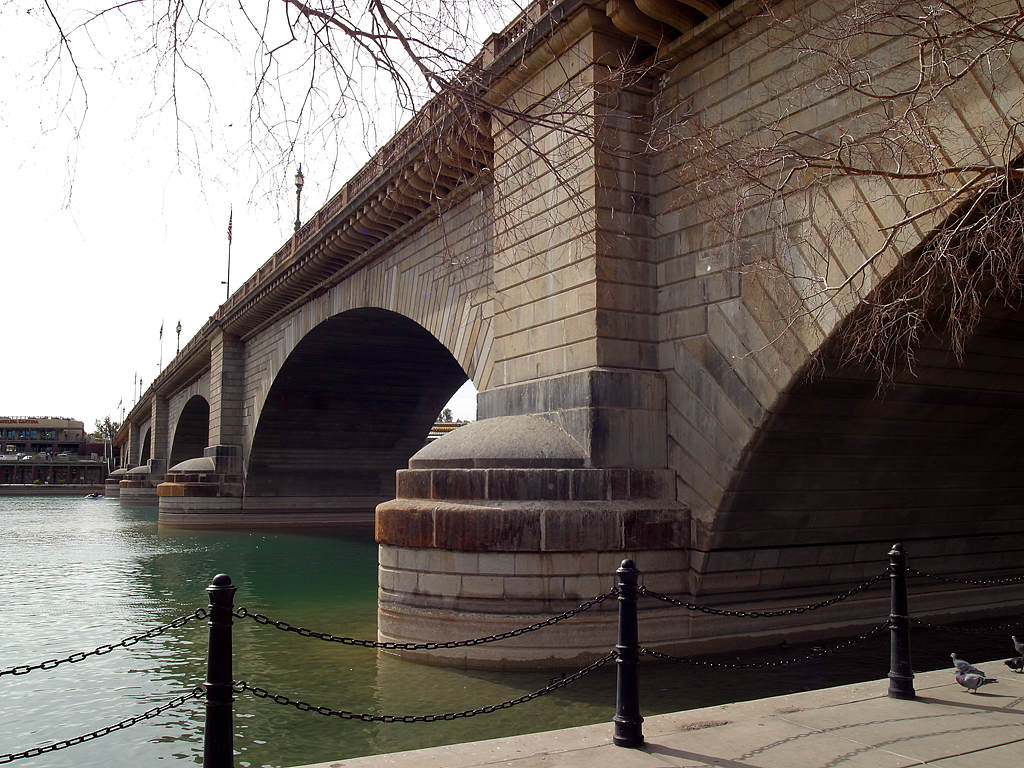